# Biosfera

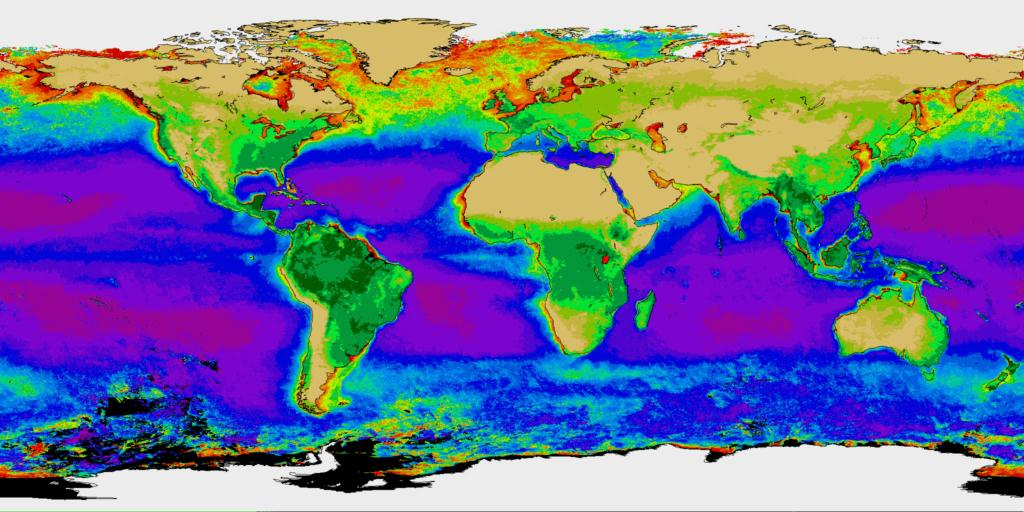
Biosfera światowa: mapa o sztucznych barwach odznaczająca skupienia planktonu i roślin (też zwane biomasą) po powierzchni Ziemi. Dane zebrane przez CZCS.

Biosfera (zob. bio, geosfera) – strefa kuli ziemskiej zamieszkana przez organizmy, w której odbywają się procesy ekologiczne.
Obszary na których nie występuje życie nazywa się strefą abiotyczną.
Biosfera jest częścią powłoki ziemskiej, która obejmuje skorupę ziemską, a również powietrze, ląd i wodę. Z najobszerniejszego punktu widzenia geofizyki i ekologii, biosfera jest światowym systemem ekologicznym i obejmuje wszystkie istoty żywe (organizmy) i ich powiązania ze sobą i z litosferą (skorupą ziemską), hydrosferą (wodą) i atmosferą (powietrzem). Do dziś Ziemia jest jedyną znaną planetą, na której znajduje się życie. Szacuje się, że ziemska biosfera zaczęła się tworzyć (przez proces biogenezy) przynajmniej 3,5 miliarda lat temu. 

Biosfera obejmuje około:

4 km n.p.m. – atmosfera

11 000 m p.p.m. – hydrosfera

40 cm w głąb ziemi – litosfera

## Pochodzenie i użycie pojęcia
Pojęcie biosfery zostało wprowadzone przez geologa Eduarda Suessa w roku 1875. Ekologiczne pojęcie biosfery pochodzi z lat 20. XX wieku i poprzedza wprowadzenie przez Arthura Tansleya w 1935 roku pojęcia ekosystemu. W nieco innym rozumieniu pojęcie biosfery wprowadził Włodzimierz Wiernadskij (1926, 1929).
Biosfera rozumiana jest jako:
- suma wszystkich organizmów żywych, ich biomasa i przestrzeń, jaką zajmują;
- system ekologiczny, specyficznie rozumiany superorganizm z atmosferą, cyrkującymi wodami i procesami zachodzącymi w skorupie ziemskiej. W pewnym sensie organizmy żywe są "wytworem" tak rozumianej biosfery. Rozumienie pojęcia biosfery Wiernadskiego zbliżone jest do koncepcji Gai Lovelocka oraz Lynn Margulis.

## Biosfery 1, 2, 3
Kiedy następuje liczba po słowie biosfera, zwykle odznacza to szczególny system ekologiczny:
- Biosfera 1 – planeta Ziemia
- Biosfera 2 – laboratorium w Arizonie (Stany Zjednoczone) w którym mieści się 3,15 akrów (13 000 m²) zamkniętego systemu ekologicznego
- Biosfera 3 – też znana jako BIOS-3; próba tworzenia sztucznej biosfery przeprowadzona przez Rosjan w latach 1967-1968 w Krasnojarskim Instytucie Biofizyki Syberyjskiego Oddziału Akademii Nauk ZSRR[3].

## Biosfery pozaziemskie
Nie jest obecnie znana żadna pozaziemska biosfera, stąd ich istnienie pozostaje jedynie hipotezą. Proces powstawania życia wciąż nie jest do końca zrozumiany. Uważa się, że pierwsze organizmy, a wraz z nimi biosfera, powstały na Ziemi ok. 3,5–3,7 mld lat temu. Według niektórych naukowców, ich zaistnienie wymagało skrajnie nieprawdopodobnej kombinacji zjawisk astrofizycznych i geologicznych, w związku z czym biosfery podobne do ziemskiej występują we wszechświecie niezwykle rzadko, bądź nie ma ich wcale (hipoteza jedynej Ziemi). Pogląd ten jest sprzeczny z zasadą kopernikańską, według której położenie Ziemi we wszechświecie nie jest w żaden sposób uprzywilejowane. Stąd inni naukowcy uważają, że biosfery powinny być dość powszechne (zwłaszcza biorąc pod uwagę prawdopodobną obfitość planet podobnych do Ziemi). Na przykład Stephen H. Dole twierdzi, że potencjalnie jest ich w Drodze Mlecznej nawet 600 milionów.
Na podstawie badań planet pozasłonecznych prowadzonych z użyciem Kosmicznego Teleskopu Keplera obliczono, że o ile prawdopodobieństwo abiogenezy jest większe niż 1 do 1000, najbliższa pozaziemska biosfera powinna znajdować się w granicach 100 lat świetlnych od Ziemi.
Spekulowano też o możliwości stworzenia w przyszłości sztucznych biosfer w procesie terraformowania, na przykład na Marsie.